# Puerperio
Con puerperio si è soliti indicare il periodo di tempo necessario all'apparato genitale femminile per riprendere la sua normale funzionalità dopo un parto. Lo si comprende normalmente tra le due ore dopo il parto e la ricomparsa del ciclo mestruale. Se i fenomeni si susseguono naturalmente senza alterazioni il puerperio sarà normale o fisiologico, in caso contrario sarà irregolare o patologico.
Nel puerperio rientra anche il periodo delle prime 2 ore dopo il parto che prende il nome di post-partum. Si tratta di un arco di tempo molto importante, in quanto le emorragie post-parto si verificano soprattutto in questo periodo. In questa fase vanno sempre controllati i parametri vitali e la perdita ematica. Per non avere una perdita ematica eccessiva, in questa fase è fondamentale che l'utero sia ben contratto; in questo modo i vasi presenti nella zona di inserzione placentare vengono "strozzati" e la fuoriuscita del sangue è impedita meccanicamente. Dopo le prime due ore dal parto sopraggiungono i normali meccanismi della coagulazione del sangue che determinano la formazione di fibrina nella zona di inserzione placentare e per questo motivo le emorragie diventano più rare. 
Durante il puerperio possono sopravvenire alcuni disturbi fisiologici, a volte assai fastidiosi:
- Depressione puerperale
- Morsi uterini
- Cattivo svuotamento della vescica
- Poliuria e sudorazione abbondante
- Diastasi dei retti
- Lochiazione
- Caduta dei capelli